# Sint-Willibrorduskapel (Ezaart)

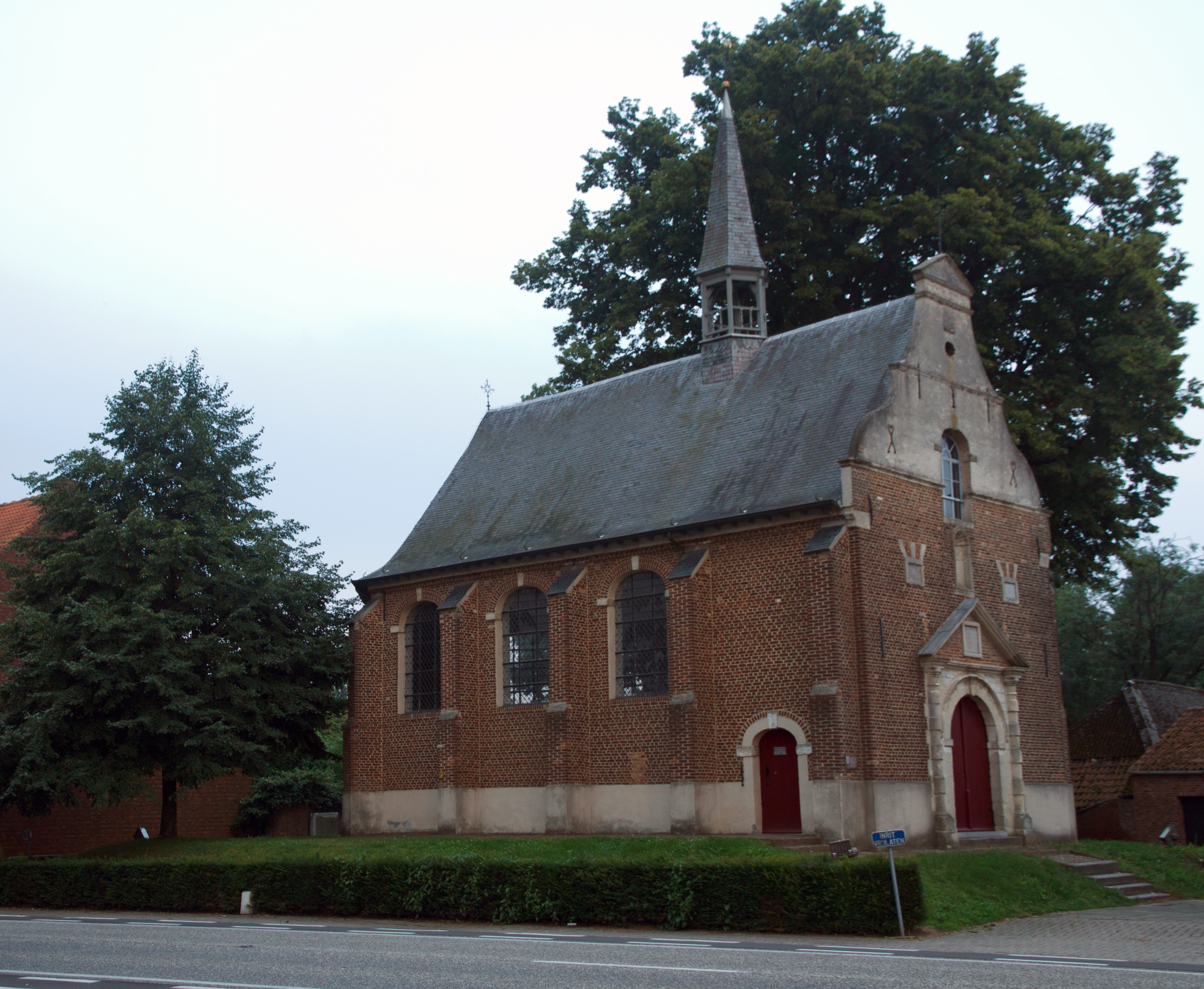
Sint-Willibrorduskapel

De Sint-Willibrorduskapel (voluit: Sint-Willibrordus en Sint-Marculphuskapel) is een kapel in de tot de Antwerpse gemeente Mol behorende plaats Ezaart, gelegen aan Ezaart 146A.

## Geschiedenis
Er moet in de middeleeuwen al een kapel hebben gestaan, maar de huidige kapel is van 1696 en deze verving een eerdere kapel. De kapel, die als kerkje werd gebruikt, was afhankelijk van de Sint-Pieter en Pauwelparochie te Mol.
Van 1919-1924 was de kapel in gebruik als school. In 1936 werd de kapel buiten gebruik gesteld omdat toen de Sint-Willibrorduskerk in gebruik werd genomen. In 1954 en 1996 vonden restauratiewerkzaamheden plaats.

## Gebouw
Het betreft een georiënteerd bakstenen zaalkerkje met tevens gebruik van zandsteen. Op het met leien bedekt zadeldak bevindt zich een zeskante dakruiter.
De westgevel is in barokstijl met in- en uitgezwenkte topgevel en een driehoekig fronton boven de ingang. Een chronogram: Deo et DIVo WILLebrorDo IVbILantI eXtrVItVr geeft het jaar 1696 aan. Andere -sterk verweerde- inscripties luiden: Herbout op 't jubel van 't duysenste jaer van Willebrordus sendinghe en sInte MarCoens Waere reLIqUIen WorDen hIer bInnen VerheVen en geVIert.
De kapel bezit een barok 17e-eeuws portiekaltaar in gemarmerd hout. De medaillons op de preekstoel zijn in 1852 overgebracht vanuit de Sint-Pieter en Pauwelkerk van Mol.